# Discwoman
Discwoman es una agencia colectiva, reservas y eventos con sede en Nueva York que representa y exhibe talentos identificados como mujeres (mujeres cis, mujeres transexuales y género queer) en la comunidad de la música electrónica. Fue fundado en 2014 por Frankie Decaiza Hutchinson (extensión, relaciones públicas y redes sociales), Emma Burgess-Olson (DJ UMFANG) y Christine McCharen-Tran (producción de eventos, relaciones comerciales). Las noches de discoteca y los eventos turísticos regulares de Discwoman destacan a artistas emergentes y establecidos de todo el mundo, como The Black Madonna, Nicole Moudaber, Star Eyes, Sandunes, Demian Licht y Nina Sonik. En general, el colectivo busca resaltar y corregir el desequilibrio de género en los clubes de EDM y en las listas de festivales. Los eventos de Discwoman proporcionan una plataforma para el talento femenino reservándolos en lugares más grandes, agilizando el proceso de crecimiento y asegurando que las artistas reciban un pago justo. 

## Eventos
Desde su evento inaugural en Bushwick, Bossa Nova Civic Club de Brooklyn, Discwoman ha presentado exhibiciones en Boston, el Festival del Movimiento de Detroit, Ciudad de México, Montreal, Filadelfia, VIA Festival de Pittsburgh, San Juan, el Festival Decibel de Seattle y Toronto. El grupo, en particular Hutchinson, participó en la campaña de 2017 que derogó la Ley de Cabaret contra la danza de Nueva York.